# Instituto de Arte e Ciência

O Instituto de Arte e Ciência, mais conhecido como INDAC,  é uma instituição de ensino técnico particular brasileira, com sede em São Paulo, no estado de São Paulo. O instituto foi fundado em 1964 por um grupo de professores, à época como um instituto de cursos livres com filosofia libertária. No começo dos anos 1980, foi implantada a Escola de Atores, também conhecida como INDAC, que funcionava em endereço distinto do primeiro. A partir de 2013, ambos passaram a ocupar as mesmas instalações, onde estão até hoje.

## INDAC Escola de Atores
Fundada em 1981, a escola funcionou em seu início como um satélite do Centro de Pesquisa Teatral (CPT) de Antunes Filho, seguindo de certa forma sua linha de pesquisa, e sendo que estiveram envolvidos com o CPT vários de seus professores, presente e passado, como o atual diretor Maucir Campanholi, Luís Melo, Hélio Cícero, Flávia Pucci, Inês Aranha e outros. Atualmente a escola oferece modalidades de cursos livres e de cursos técnicos, em que os alunos têm aulas de interpretação, expressão corporal e vocal, caracterização e maquiagem, atuação para câmera, estética e história do teatro, dramaturgia, e montagem semestral.
Em quase 40 anos de história, o INDAC estabeleceu-se como escola de formação de atores na cidade de São Paulo, tendo sido um dos primeiros cursos profissionalizantes de teatro no país a ser reconhecido pelo MEC (Ministério da Educação),
Muitos de seus ex-alunos são figuras proeminentes no meio artístico, como Alessandra Negrini, Oscar Filho, Daniel Warren, Débora Dubois, Giulio Lopes, Leonardo Miggiorin, Mauricio Destri, Luisa Micheletti, Marina Wisnik, entre outros.